# Centrum Kosmiczne Uchinoura
Centrum Kosmiczne Uchinoura (jap. 内之浦宇宙空間観測所 Uchinoura Uchū Kūkan Kansokusho; dawniej Kagoshima Space Center) – japoński kosmodrom położony niedaleko miejscowości Kimotsuki w prefekturze Kagoshima na wyspie Kiusiu. Jest to najstarszy istniejący japoński kosmodrom, został utworzony w 1962 roku (dla porównania Centrum Lotów Kosmicznych Tanegashima zostało założone w 1969).
Centrum było miejscem startu rakiety Lambda 4S wynoszącej w 1970 satelitę Ohsumi, pierwszego japońskiego sztucznego satelitę (wcześniejsze cztery próby wyniesienia satelity na orbitę były nieudane). Stąd również zostały wystrzelone sondy Sakigake i Suisei, które wykonały przelot obok komety Halleya, oraz Hayabusa, która dostarczyła próbki gruntu z planetoidy (25143) Itokawa. Odbywają się stąd również liczne starty rakiet sondażowych.
Centrum zajmuje się też śledzeniem i kontrolą satelitów na orbicie okołoziemskiej. Do odbioru danych telemetrycznych służą anteny 20- i 30-metrowa. 34-metrowa antena służy zaś jako rezerwowa do kontaktu z sondami w głębokiej przestrzeni kosmicznej (główna, 64-metrowa antena znajduje się w Usuda Deep Space Center).
Kosmodrom posiada 4 wyrzutnie, nazwane od wystrzeliwanych stąd rakiet, większość jest nazwana literami alfabetu greckiego:
- Kappa
- Lambda
- Mu
- M-V

Piąta, tymczasowa (TMP), została użyta tylko dwa razy w 1962 do wystrzelenia rakiet sondażowych.